# Samir Məsimov
Samir İbrahim oğlu Məsimov (ur. 25 sierpnia 1995 w Baku) – azerski piłkarz, grający na pozycji lewego lub prawego skrzydłowego w rosyjskim klubie FK Olimp-Dołgoprudnyj. Były młodzieżowy reprezentant Azerbejdżanu.

## Sukcesy

### Klubowe
Neftçi PFK
- Zdobywca Pucharu Azerbejdżanu: 2013/2014